# Паметник на Хаджи Димитър (София)
 Тази статия е за паметника в София.  За други значения вижте Хаджи Димитър (пояснение).  
Бюст-паметникът на Хаджи Димитър се намира в Борисовата градина в София.
Открит е тържествено от кмета на София инж. Иван Иванов на 30 юни 1940 г. по случай стогодишнината от рождението на Хаджи Димитър. Бюст-паметникът е дело на скулпторката Мара Георгиева.